# Jarosław Bogoria

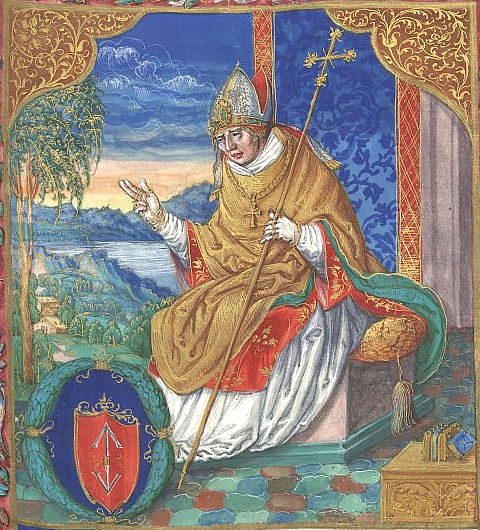
Jarosław Bogoria Skotnicki

Herb Jarosław Bogorias

Jarosław Bogoria, Jarosław Bogoria Skotnicki Herb (des Wappens) Bogoria (* um 1280 in Skotniki; † 17. September 1376 in Kalisz) war ein Szlachcic (polnischer Adliger) und der Erzbischof von Gniezno während der Jahre 1342–1374.

## Biografie
Jarosław Bogoria war der Sohn von Piotr von Bogoria und Skotnik. Er studierte Jura und Theologie an der Universität Bologna und war 1316–1322 Rektor dieser Universität. Danach ging er wieder zurück nach Polen und wurde Kanoniker von Krakau sowie Kanzler des Erzbischofs von Krakau Nanker. 1326 wurde er Erzdiakon von Krakau und 1334 Kanoniker des Bistums Włocławek bzw. des Erzbistums Gniezno. Von 1331 bis 1337 war er Kanzler von Kujawien. Papst Clemens VI. ernannte ihn am 8. Juli 1342 in Avignon zum Erzbischof von Gniezno. 1374 musste Jarosław Bogoria sein Bischofsamt infolge vollständiger Blindheit niederlegen und ging ins Kloster. Er starb am 17. September 1376 in Kalisz.

## Initiativen zur Gesetzgebung
Als prominenter Rechtsanwalt war Jarosław Bogoria Redakteur bei der Kodifizierung des polnischen Straf- und Zivilrechts, die auf Geheiß Kazimierz III. Wielki gemacht wurde. Er war Autor der Statuten Kasimirs des Großen. 1357 rief er in Kalisz die Statuten Kasimirs des Großen für die ganze polnische Kirchenprovinz aus.

## Wirtschaftliche Initiativen
Er war ein ausgezeichneter Kirchenverwalter. So begann er, in den polnischen Dörfern die Magdeburger Rechte einzuführen und gründete auch viele neue Siedlungen mit deutschen Einwanderern. Er verhalf der Kastellanei Łowicz zu ihrer wirtschaftlichen Blüte. Er mischte bei vielen Konflikten mit dem Erzbischof von Posen mit, aber auch besonders in der Region Masowien.

## Kulturelle Initiativen
Jarosław Bogoria ließ viele Kirchen und Klöster errichten und unterstützte sie finanziell großzügig. Er errichtete die Erzkathedrale von Gniezno, stiftete die Kirche in Kurzelów und Opatówek, schuf den Stift in Kamień Krajeński sowie in Uniejów und stiftete dort das Benediktinerkloster. Er errichtete die Schlösser in Łowicz, Uniejów, Kamień Krajeński und Opatówek, Bischofshöfe in Gniezno, Kalisz, Wieluń und Łęczyca und baute Kirchen in der Heimatstadt Skotniki. Um 1355, nachdem der Erzbischof Jarosław Bogoria Skotnicki in der Łowiczer Altstadt ein gotisches Schloss erbauen ließ, wurde es bald auch die Residenz des Erzbischofs und Primas Poloniae. 1359 traf Jarosław Bogoria in Skierniewice den Siemowit III., Fürst von Masowien. Der Fürst, dessen Herrschaftsgebiet sich bis nach Skierniewice ausdehnte, bestätigte dem Erzbischof das Eigentum dieses Terrains, und die Einwohner des Dorfes erhielten neue Privilegien.